# Slightly Stoopid
A Slightly Stoopid (jelentése: "Enyhén hüje") nevű együttes 1995-ben alakult meg a kaliforniai San Diegóban, Miles Doughty és Kyle McDonald barátok által. Lemezeiket a Skunk Records, Surfdog Records, illetve a saját kiadójuk, a Stoopid Records kiadók dobják piacra. Pályafutásuk alatt 12 nagylemezt jelentettek meg. A zenekar diszkográfiája továbbá négy koncertalbumot és egy EP-t tartalmaz. Zeneileg elég széles skálán mozognak, hiszen dalaikban a reggae-n kezdve a punkon keresztül egészen a bluesig többféle stílus hallható. A tagok zenéjüket "folk, rock, reggae, blues, hiphop, metal és punk" keverékeként írja le. Funkos elemek is felfedezhetőek a Slightly Stoopid zenéjében. Az érdekes nevű együttes zenei hatásukként több előadót jelölt meg: punk zenei hatásukként az Operation Ivy, Rancid, Sublime és Streetwise zenekarokat tették meg, hiphopelőadók közül az N.W.A, Eazy-E, Gang Starr és Wu-Tang Clan előadók hatottak a zenekarra, míg reggae hatásukként Eek-a-Mouse-t, Pinchers-t és Tenor Saw-t jelölték meg.

## Tagok
- Miles Doughty - gitár, basszusgitár, ének
- Kyle McDonald - gitár, basszusgitár, ének
- Adam Bausch - dobok (1994-2000)
- Ryan Moran - dobok
- Oguer Ocon - ütős hangszerek, hárfa, ének (2003-2016)
- DeLa - szaxofon
- C-Money - trombita (2006-2013)
- Paul Wolstencroft - billentyűk
- Karl Denson -  szaxofon
- Andy Gelb - harsona (2013-)

## Diszkográfia
- Slightly Stoopid (1996)
- The Longest Barrel Ride (1998)
- Everything You Need (2003)
- Closer to the Sun (2005)
- Chronchitis (2007)
- Slightly Not Stoned Enough to Eat Breakfast Yet Stoopid (EP, 2008)
- Top of the World (2012)
- Meanwhile...Back at the Lab (2015)

## Egyéb kiadványok
Koncertalbumok
- Acoustic Roots: Live and Direct (2004)
- Winter Tour '05-'06: Live CD/DVD (2006)
- Live in San Diego (DVD, 2006)
- Slightly Stoopid and Friends: Live at Roberto's TRI Studios (2013)